# نویان اوز
نویان اوز (انگلیسی: Noyan Öz؛ زادهٔ ۱۳ سپتامبر ۱۹۹۱) بازیکن فوتبال اهل ترکیه است.
از باشگاه‌هایی که در آن بازی کرده‌است می‌توان به باشگاه فوتبال کیکرز اوفنباخ، باشگاه فوتبال الازیغ‌اسپور، و باشگاه ورزشی بولوسپور اشاره کرد.